# آکوشالی
آکوشالی (به لاتین: Akushali) یک منطقهٔ مسکونی در روسیه است که در داغستان واقع شده‌است.